# Paul Godet des Marais
Paul Godet des Marais, né en juin 1647 à Talcy en Beauce et mort le 26 septembre 1709 à Chartres, est un prélat français du XVIIe siècle. Il est fils de François Godet des Marais, seigneur d'Amboise, et de Marie de la Marck, fille naturelle de Louis de la Marck, de la maison de La Marck.

## Biographie
Paul Godet des Marais, dont Saint-Simon brosse un portrait très élogieux, est un proche de Madame de Maintenon. Il est un des directeurs spirituels de la Maison de Saint-Cyr, dont il fait sortir la mystique Madame Guyon, adhérente du piétisme, que l'on avait admise sous l'influence de Fénelon et qui y déployait un prosélytisme actif.
De 1661 à sa mort en 1709, Paul Godet des Marais est également abbé commendataire de l'abbaye Notre-Dame d'Igny dans la commune d'Arcis-le-Ponsart (actuel département de la Marne).
Il est fait évêque de Chartres en 1690. C'est sous son épiscopat, en 1697, que le diocèse de Blois est érigé par découpage du diocèse de Chartres. Paul Godet des Marais érige dans son diocèse quatre séminaires et fonde plusieurs écoles dans les villages. C'est lui qui met une maison à la disposition des premières sœurs de Saint-Paul de Chartres.